# گراهام مان
گراهام مان (انگلیسی: Graham Mann; ۲۶ اوت ۱۹۲۴ – ۱ ژانویهٔ ۲۰۰۰) قایقران اهل بریتانیا بود.